# لی جینگی
لی جینگی (به انگلیسی: Le Jingyi) (زادهٔ ۱۹ مارس ۱۹۷۵) شناگر اهل چین است.